# Uppsala-Ärna flygplats
Uppsala-Ärna flygplats (IATA: -, ICAO: ESCM) är en militär flygplats tillhörande Försvarsmakten och ligger i norra delen av Uppsala i stadsdelen Ärna.

## Militärt flygfält
Under slutet av 1930-talet anlade Uppsala stad ett civilt flygfält på området. I samband med andra världskriget behövde det svenska Flygvapnet byggas ut och ett av valen för utbyggnad var detta flygfält.
Gården köptes i början av 1940-talet in av staten och utgjorde tillsammans med Bärby gård det markområde som togs i anspråk vid nyanläggningen av en flygflottilj, Upplands flygflottilj (F 16), vilken inrättades år 1944 och upphörde som flottilj år 2003. Området är alltjämt militärt och inrymmer numera skolor och mellan åren 2000 och 2007 staber för de tre försvarsgrenarna. 
Under 2009 meddelade Försvarsmakten att man hade som avsikt att avveckla sin flygplatsenhet den 1 juli 2010 och överlåta driften av flygplatsen till en privat aktör. Den 19 december 2009 meddelade ÖB Sverker Göranson att Försvarsmakten ändrat sig i frågan och kommer fortsätta med sin militära flygverksamhet vid flygplatsen. Detta på grund av att de alternativa förslagen till att förlägga flygverksamheten ej var framkomliga.
Den avveckling som hotade flygplatsen under 2009, vände år 2014 till en nysatsning på 33 miljoner kronor, eftersom flygplatsen under åren 2014 och 2015 skulle renoveras. Flygplatsen skulle bland annat anpassas till att kunna ta emot större transportflygplan, som Boeing C-17 Globemaster III. Det skulle även bli utökad möjlighet att basera fler JAS 39 Gripen vid flygplatsen.
I Försvarsberedningen lades 2019 fram förslag om att det på nytt ska bli en flygflottilj vid Ärna.

### Militära enheter inom Ärna garnison
- Flygstaben (FS)
- Luftstridsskolan (LSS)
- Open Skies
- Försvarsmaktens underrättelse- och säkerhetscentrum (FMUndSäkC)
- Försvarsmaktens telekommunikations- och informationssystemförband (FMTIS)
- Försvarsmaktens logistik (FMLOG)

## Civil flygplats
Företaget Uppsala Airport AB (tidigare Uppsala Air AB), som startade tidigt våren 2004, har planer på att starta civilt flyg på Uppsala-Ärna och planerade att flygverksamhet eventuellt kunde starta redan 2009, vilket inte blev fallet. Bolaget kalkylerar att inom fem års sikt kunna vara uppe i 1,6 miljoner passagerare per år. Tonvikten skulle ligga främst på lågprisflyg och charter. 
Efter en namntävling bland allmänheten publicerades den 25 februari 2009 det vinnande namnförslaget Anders Celsius Airport för den eventuellt kommande civilflygplatsen. Det vinnande bidraget skickades in av Uppsalabon Devang Parekh. 

### Kritik
Kraftfull kritik har riktats mot planerna på lågprisflygplats, både från ett flertal miljöorganisationer och närboende. Organisationer som har varit aktiva i frågan är bland annat Naturskyddsföreningen, Klimataktion och Klimax. Opinionen bland de boende i Uppsala är enligt en undersökning utförd av George A. Berglund, för en flygplats; över 70 procent är positiva. Flygplatsmotståndarna menar dock att undersökningen inte är objektiv, utan har vinklat frågan till flygplatsens fördel. Socialdemokraterna, Miljöpartiet och Vänsterpartiet är emot startandet av civilflyg på Ärna. De har även uttalat att de på riksnivå kommer arbeta mot flygplatsen om de når regeringsställning. Alliansen i Uppsala är för flygplatsen, med undantag av några av Alliansens lokalpolitiker som har uttalat sig kritiskt, några inom Centerpartiet och en från Kristdemokraterna. Sverigedemokraterna i Uppsala kommun har uttalat sig mot flygplatsen.
Kritiken av flygplatsen riktar in sig främst på miljökonsekvenser i form av buller, utsläpp av växthusgaser och övriga miljöpåverkande utsläpp. En ny, mer tillgänglig flygplats skulle förmodligen leda till en ökning av den totala flygtrafiken, vilket leder till ökat utsläpp av klimatpåvekande växthusgaser. Bullerfrågan diskuterades redan under Ärnas tid som militärflygfält, och eftersom trafiken till den civila flygplatsen enligt den inlämnade ansökan kommer att vara större och landningarna tätare, kommer bullret bli mera akut framdeles. I ansökan har Uppsala Airport sökt tillstånd för 23 400 civila och 4 300 militära flygrörelser per år, och Uppsala Air AB som står för den civila delen tänker sig civilt kommersiellt utlandsflyg i linjetrafik med starter och landningar 365 dagar om året mellan kl 06:00 och 24:00. Annan kritik rör att möjligheterna till att bygga ut bostadsområden i det relativt centrala Ärna begränsas eller helt omintetgörs. Detta i en tid då bostadsbristen i Uppsala ökar och behovet av bostäder är stort.

### Nuläge
Beslut om att Uppsala kommun säger ja till civil flygtrafik på Ärna togs i Uppsala kommunfullmäktige den 25 maj 2009 med 44 röster för och 37 mot. Detta var ett remissvar till Länsstyrelsen, som har att göra en miljöprövning. Ärendet gick vidare till Miljöprövningsdelegationen – ett organ inom Länsstyrelsen – som fattade beslut om att tillåta flygplatsverksamhet. Detta kommer förmodligen att överklagas till Regeringen. De rödgröna har meddelat att om de är i regeringsställning vid ett överklagande så kommer de att säga nej till civilflyg på Ärna.
Det har även varit en del krångel mellan Uppsala Airport, Försvarsmakten och Fortifikationsverket, om huruvida de får hyra eller köpa en del av marken eller inte.[källa behövs]
Den 14 november 2013 meddelande regeringen att man avslår samtliga överklaganden i ärendet gällande civilverksamhet på Ärna. Där man menade att med civil flygverksamhet, kan de samhällsinvesteringar som gjorts på flygplatsen utnyttjas effektivare.
Den 8 juni 2018 meddelade Uppsala Airport att man beslutat att lägga ner planerna för civilt flyg eftersom processen har tagit för lång tid.

## Övrigt
- Flygplatsen användes under en period under 2005 för att ta emot offer som hade omkommit i tsunamikatastrofen 2004.
- De två svenska officerarna som stupade i januari 2010 under sin tjänstgöring i Afghanistan flögs hem till Sverige via Örebro flygplats, där de överfördes till en TP 84 Hercules som eskorterades av två stycken JAS 39 Gripen till Uppsala-Ärna flygplats, där en ceremoni för de två officerarna hölls.[17][18]